# Christopher Poulsen
Christopher Fangel Poulsen est un footballeur danois, né le 11 septembre 1981 à Hirtshals au Danemark. Il évolue comme défenseur.

## Sélection nationale
Christopher Poulsen a obtenu sa première sélection le 20 août 2008 à Copenhague en entrant en cours de jeu lors d'un match amical perdu (0-3) contre l'Espagne.
Le 6 septembre 2008, il est titularisé lors d'un match qualificatif pour la Coupe du monde 2010 à Budapest contre la Hongrie, match qui reste à ce jour sa dernière sélection sous le maillot danois.

## Palmarès
Silkeborg IF
- Champion de Division 2 danoise (1) : 2004